# (10353) Momotaro
(10353) Momotaro (1992 YS2) – planetoida z pasa głównego asteroid okrążająca Słońce w ciągu 5,01 lat w średniej odległości 2,93 j.a. Odkryta 20 grudnia 1992 roku.